# Parc des Cinq Continents – Jacques Chirac
Le parc des Cinq Continents - Jacques Chirac, anciennement parc Collange, est un espace vert de Levallois-Perret.

## Situation et accès
Il est situé entre les rues Paul-Vaillant-Couturier, Jules-Guesde, Baudin, et Marjolin.

## Origine du nom
Le parc a été renommé le lundi 30 septembre 2019 en mémoire de Jacques Chirac, cinquième président de la Cinquième République.

## Description
Le parc est divisé en cinq parties, arborées et décorées selon les cinq continents : européen, américain, océanien, africain et asiatique.